# Парламентские выборы в Великобритании (1818)
Парламентские выборы в Великобритании 1812 года прошли с 17 июня по 18 июля и стали пятыми парламентскими выборами в истории Соединённого королевства Великобритании и Ирландии после Актов об унии 1800 года. В ходе выборов были избраны 658 членов Палаты общин, нижней палаты парламента Соединённого Королевства.
Пяттый парламент Соединённого Королевства был распущен 10 июня 1818 года. Новый парламент был созван на своё первое заседание 4 августа 1818 года на максимальный семилетний срок с этой даты. Максимальный срок мог быть и обычно сокращался, когда монарх распускал парламент до истечения его срока. Шестой парламент проработал всего около полутора лет, так как смерть короля Георга III 29 января 1820 года вызвала роспуск парламента.

## Политическая ситуация
Лидером тори был граф Ливерпуль, который стал премьер-министром в 1812 году после убийства своего предшественника. Лидером Палаты общин был тори Роберт Стюарт, виконт Каслри.
Партия вигов по прежнему страдала от слабого руководства, особенно в Палате общин. К тому же, вигов ослабляли внутренние разногласия по поводу растущих социальных волнений и принятия хлебных законов.
Во время выборов Граф Грей был ведущей фигурой среди вигов в Палате лордов. Последний премьер-министр-виг, лорд Гренвиль, ушёл из активной политики в 1817 году. Вероятно, граф Грей был бы приглашён сформировать правительство, если бы виги пришли к власти, хотя в эту эпоху монарх, а не правящая партия, решал, кто станет премьер-министром.
Лидером оппозиции в Палате общин до своей смерти в 1817 году был Джордж Понсонби, дядя леди Грей. Примерно через год после смерти Понсонби признанным лидером оппозиции в Палате общин неохотно стал Джордж Тирни. Однако после 1819 года он не выполнял функции лидера, хотя и сохранил титул.

## Даты выборов
В тот период в Великобритании не было единого дня выборов. Получив королевский приказ о назначении выборов, местное должностное лицо, ответственное за их проведение, устанавливало график голосования для конкретного избирательного округа или округов, которые входили в сферу его ответственности. Голосование в округах могло продолжаться в течение многих дней, пока депутат не будет избран.
Выборы проходили в течение 5 недель, с 17 июня по 18 июля 1818 года.